# Peperomia hygrophiloides
Peperomia hygrophiloides är en pepparväxtart som beskrevs av C. Dc.. Peperomia hygrophiloides ingår i släktet peperomior, och familjen pepparväxter. Inga underarter finns listade i Catalogue of Life.